# Crocoíta
La crocoíta es un mineral, cromato de plomo, PbCrO4, que cristaliza en el sistema monoclínico. Fue descubierto en el depósito de Berezovsk, cerca de Ekaterimburgo, en los montes Urales. Fue descrito por Mijaíl Lomonosov con el nombre de mena roja de plomo, aunque la descripción fue necesariamente incompleta, ya que todavía no se conocía uno de los elementos constituyentes, el cromo. Cuando  Vauquelin descubrió en este mineral el elemento cromo, utilizó para el propio mineral el nombre de plomo rojo de Siberia. El nombre que puede considerarse actual (crocoise, en francés) fue propuesto por François Sulpice Beudant .

## Aspecto
La crocoíta aparece comúnmente en forma de cristales, usualmente como largos cristales prismáticos y más raramente como cristales redondeados, pero casi siempre pobremente terminados con un color rojo-jacinto brillante, translúcidos y de brillo adamantino. Cuando es de grano fino pueden ser entre amarillo y naranja brillante, siendo algunos cristales de color rojo oscuro.

## Usos
La crocoíta se utilizó antiguamente como pigmento, y ese uso, y su difusión, fue lo que ocasionó que fuera estudiado por muchos mineralogistas europeos a pesar de lo exótico de su procedencia. Dado que es tóxica, por la presencia de plomo y del ion cromato (que también es cancerígeno), actualmente no tiene ningún uso, salvo como mineral de colección, muy apreciado.

## Yacimientos
Es un mineral poco común, conocido en alrededor de un centenar de yacimientos. Sin embargo, en forma de ejemplares significativos, aparece solamente en unas cuantas localidades. Se considera como localidad tipo la mina Tsvetnoi, en la zona minera de  Berezovsk,  Sverdlovsk (Rusia), en el que todavía pueden obtenerse ejemplares de crocoíta, asociados a vauquelinita, que también fue descubierta en este yacimiento. Sin embargo, el más importante actualmente, por la calidad de los ejemplares, es el de Dundas, en Tasmania.